# Bình Phục
Bình Phục là một xã thuộc huyện Thăng Bình, tỉnh Quảng Nam, Việt Nam.
Xã Bình Phục có diện tích 18,14 km², dân số năm 2019 là 9.261 người, mật độ dân số đạt 512 người/km².